# 大日本帝国憲法第28条
大日本帝国憲法第28条（だいにほん/だいにっぽん ていこくけんぽう だい28じょう）は、大日本帝国憲法第2章にある。
信教の自由を保障する規定である。1868年に出た五榜の掲示では、キリスト教を禁止していた。しかし、1873年に廃止され、キリスト教は解禁されていた。

## 現代風の表記
日本臣民は、安寧秩序を妨げず、かつ、臣民としての義務に背かない限りにおいて、信教の自由を有する。

## 解説
天賦人権説を否定する立場から起草されていることは草案作成者井上毅とヘルマン・ロエスレルとの間の往還書類で判明しており、政府が宗教の論争から自由であること、宗派の分裂が政治の分裂を招くことから政府は宗教を統一するよう介入すべきで正教と謬教に同等の権利を与えてはいけない、という趣旨が含まれ、条文の表現はあえて曖昧に記述されている。一方で国家神道との関わりについては日中戦争以降の国家ファシズム期のように、国民および官吏に対する参拝の義務といった論理（解釈）は確定して含まれていたわけでは無かった。